# Eupithecia pliniata
Eupithecia pliniata är en fjärilsart som beskrevs av Otto Staudinger. Eupithecia pliniata ingår i släktet Eupithecia och familjen mätare. Inga underarter finns listade i Catalogue of Life.